# Олдервуд Манор (Вашингтон)
Олдервуд Манор (енгл. Alderwood Manor) насељено је место без административног статуса у америчкој савезној држави Вашингтон.

## Демографија
По попису из 2010. године број становника је 8.442, што је 6.887 (-44,9%) становника мање него 2000. године.
| Група             | 2000.          | 2010.         |
| Белци             | 12.334 (80,5%) | 5.543 (65,7%) |
| Афроамериканци    | 249 (1,6%)     | 348 (4,1%)    |
| Азијати           | 1.505 (9,8%)   | 1.493 (17,7%) |
| Хиспаноамериканци | 609 (4,0%)     | 575 (6,8%)    |
| Укупно            | 15.329         | 8.442         |